# Dvorce u Bruntálu
Dvorce är en ort i Tjeckien. Den ligger i den östra delen av landet, 230 km öster om huvudstaden Prag. Dvorce ligger 553 meter över havet och antalet invånare är 1 518.
Terrängen runt Dvorce är platt söderut, men norrut är den kuperad. Runt Dvorce är det mycket glesbefolkat, med 7 invånare per kvadratkilometer. Närmaste större samhälle är Vítkov, 15,9 km öster om Dvorce. Omgivningarna runt Dvorce är en mosaik av jordbruksmark och naturlig växtlighet.